# Ethan Rom
Dr. Ethan Rom er en fiktiv person i den amerikanske tv-serie Lost, spillet af William Mapother.

## Biografi

### Før øen
Tekst mangler, hjælp os med at skrive teksten

### På øen
Ethan var kirurg hos The Others og deltog også i rekrutteringen af blandt andre Juliet Burke. I A Tale of Two Cities viser han også en kundskab for at reparere rørlækager.
Da Oceanic Flight 815 styrter beordrer Benjamin Linus ham til at infiltrere de overlevende.

#### Sæson 1
Ethan infiltrerer de overlevende af Flight 815, men afsløres så snart Hugo "Hurley" Reyes opdager at Rom ikke eksisterer på passagerlisten. Ethan kidnapper – af Juliet beskrevet som ude af protokol – Claire Littleton og Charlie Pace, for at foretage de medicinske undersøgelser og jævne vaccineindsprøjtninger på The Staff.
Alex løslader Claire, som finder tilbage til sine egne folk før Ethan og hans kompagner opsporer hende. I et desperat håb om at få hende tilbage opsøger han Charlie og forklarer, at for hver dag de ikke bringer Claire til et aftalt sted vil han dræbe en tilfældig af de overlende; Charlie som den sidste. Ethan myrder Scott og dét ændrer The Castaways' oprindelige plan.
Charlie skyder Ethan, trods intern enighed om at holde ham i live.